# 库尔特·桑德林
库尔特·桑德林，CBE（德語：Kurt Sanderling，1912年9月19日—2011年9月18日），德国指挥家。

## 生平

### 早年
库尔特·桑德林出生于德意志帝國普魯士王國的奥日什（德語：Arys，今属波兰），父母都是犹太人。他早期在柏林德意志歌剧院工作，曾担任威廉·富特文格勒和埃里希·克莱伯的排练指导（法語：répétiteur），但因他是犹太人而被纳粹政权撤职。随后，他于1936年前往苏联，在莫斯科广播交响乐团工作。1939年，他成为哈尔科夫（今属乌克兰）爱乐乐团的指挥。列宁格勒被围期间，他在新西伯利亚工作。1942年至1960年期間，他与叶夫根尼·穆拉文斯基共同担任列宁格勒爱乐乐团的首席指挥。大约在1942年－1943年期間，桑德林第一次见到了德米特里·肖斯塔科维奇，这标志着他们专业工作关系和个人友谊的开始。

### 職業生涯
1960年，桑德林回到東德，担任柏林交响乐团的首席指挥，直到1977年。1964年至1967年，他担任德累斯顿国家管弦乐团的首席指挥。1970年，他首次在英国亮相。1972年，他首次担任爱乐乐团的客座指挥，代替奥托·克伦佩勒演出。两人的合作关系进一步发展，1980年1月，他在温布利演出了贝多芬交响曲全集，随后又为EMI公司录制了贝多芬交响曲的商业唱片。1996年，爱乐乐团任命桑德林为名誉指挥。他也是马德里交响乐团的名誉指挥。在美国，他尤其频繁地作为客座指挥与洛杉矶爱乐乐团合作。

### 退休
2002年5月，桑德林宣布退出指挥界。2002年9月，桑德林被颁发大英帝国司令勋章（CBE），并被授予柏林市的最高荣誉——恩斯特·罗伊特牌匾。除了爱乐乐团的贝多芬交响曲全集，他的商业唱片还包括与钢琴家内田光子合作的贝多芬钢琴协奏曲，与王家音樂廳管弦樂團合作的第3、4号，与巴伐利亞廣播交響樂團合作的第1、2、5号。他是首批演奏并录制了德瑞克·库克完成的古斯塔夫·马勒第十交响曲的指挥家之一，他的朋友贝特霍尔德·戈尔德施密特曾首演过该曲。
2011年9月18日，桑德林于99岁生日前一天在柏林去世。

## 作品節選

### 商業錄音
- 古斯塔夫·馬勒. . 柏林交響樂團（英语：Berliner Symphoniker）. Berlin Classics. 2001.
- (CD). The Originals. Deutsche Grammophon. Barcode 028944976724.（英文）（德文）
- 德米特里·肖斯塔科维奇. . 柏林交響樂團. Berlin Classics. 1994.
- 德米特里·肖斯塔科维奇. . 柏林交響樂團. Berlin Classics. 1995.
- 德米特里·肖斯塔科维奇. . 柏林交響樂團. Berlin Classics. 1995.

### 出版物
- 2002年: Kurt Sanderling & Ulrich Roloff-Momin: Andere machen Geschichte, ich machte Musik. Parthas, Berlin 2002, 431 pp., ill., discographie, ISBN 3-932529-35-9，（传记）（德文）

### 影片
- Seine Liebe zu Brahms. Kurt Sanderling unterrichtet die 4. Sinfonie.（西南广播电台斯图加特交响乐团）纪录片，六十分钟，诺贝特·拜尔哈茨制作，2003年11月2日首次播出，SWR的摘要[]（德文）

## 个人生活
桑德林曾结过两次婚。他的第一次婚姻是在1941年与尼娜·博巴斯（Nina Bobath）结婚，并生下了儿子托马斯·桑德林，后者成为一名指挥家。他的第一次婚姻在他回到东德后以离婚告终。
他的第二任妻子是柏林交响乐团的低音提琴手芭芭拉·瓦格纳。他们于1963年结婚，婚后育有两个儿子，分别是指挥家斯特凡·桑德林和大提琴家/指挥家米夏埃尔·桑德林。他的第二任妻子和三个儿子都健在。